# Jumeau
Pour les articles homonymes, voir Jumeau (homonymie).

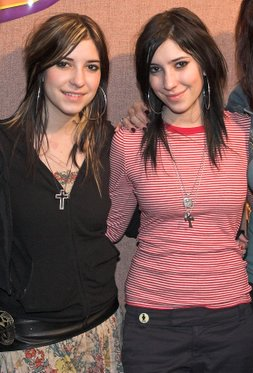
Des sœurs jumelles : les chanteuses australiennes The Veronicas.

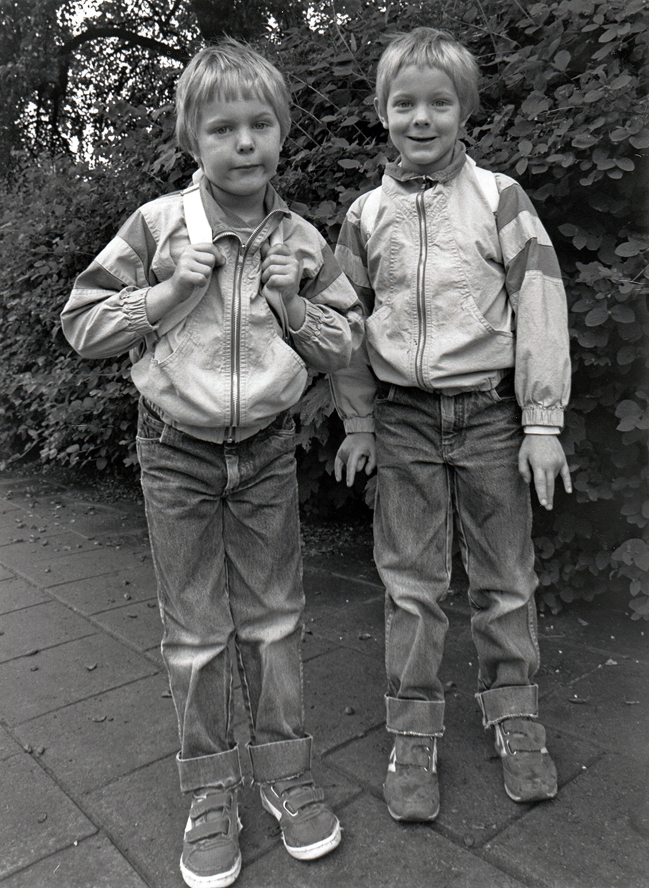
Des jumeaux dizygotes âgés de 7 ans.

Des jumeaux (jumelles au féminin) sont des frères et sœurs au nombre de deux qui ont partagé le même utérus au cours d'une même gestation, chez les espèces vivipares (essentiellement mammifères).
La science qui étudie les jumeaux s'appelle la gémellologie (terme inventé par le médecin italien Luigi Gedda (it) en 1952).

## Étymologie
Le mot « jumeau » vient du latin gemellus (diminutif de geminus), adjectif et substantif signifiant « jumeau » et, au pluriel (gemelli), « semblables, pareils ». Gemellus a d'abord donné gémel, gémeau (féminin : gémelle) en ancien français (encore présent aujourd'hui dans les Gémeaux, nom d'une constellation et du signe astrologique associé, faisant référence aux jumeaux Castor et Pollux de la mythologie grecque, et qui se disait en latin Geminī, pluriel de geminus, de la même racine que gemellus), avant de muter en jumel, jumeau (féminin : jumelle), le [e] de la syllabe initiale se modifiant en [ə] puis [y] par labialisation de [e] devant [m].
Dans les parlers gallo-romans, on trouvait les formes gémeau et jumeau dans le nord de la France ; dans le sud et le centre, on avait plutôt le mot besson (de l'occitan besson (en catalan bessó), féminin : bessona), du latin vulgaire bissus, lui-même dérivé de l'adverbe multiplicatif latin bis : « deux fois ». Le mot besson a disparu en français moderne, mais perdure encore en tant que nom de famille occitan, Besson, qui signifie donc à l'origine « (descendant d'un) jumeau ».
La racine latine gemellus a servi à créer les mots « gémellaire », « gémellité », « gémellologie ».

## Types de jumeaux

### Jumeaux dizygotes ou «faux» jumeaux ou jumeaux «fraternels»

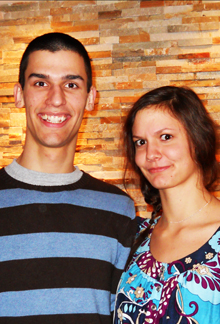
Jumeaux dizygotes.

Cette situation survient lorsque deux ovules fécondés par deux spermatozoïdes nidifient sur les parois de l'utérus. Les deux ovules forment alors deux cellules œufs différentes et les jumeaux ainsi conçus sont dits dizygotes (ce qui est différent d'hétérozygotes). Ils naissent tout de même simultanément, mais leurs gènes ne sont pas identiques. La parenté génétique entre des jumeaux dizygotes est la même que celle entre deux enfants nés de deux grossesses différentes et ils peuvent donc être de sexes différents.
La prédisposition génétique qui favorise leur venue est à rechercher du côté maternel, puisque le père n'influence en rien la double ovulation originelle.
Les jumeaux dizygotes se développent grâce à deux placentas (ou chorions) séparés, une grossesse de ce type est donc appelée grossesse bichoriale. Le terme souvent employé de grossesse bichoriale biamniotique est en quelque sorte un pléonasme : le chorion venant de l’œuf et l'amnios venant de l'embryon, toute grossesse bichoriale sera forcément biamniotique.

### Jumeaux monozygotes ou «vrais» jumeaux ou jumeaux identiques
Cette situation survient lorsqu'un ovule est fécondé par un spermatozoïde, et que la cellule œuf qui en découle se sépare en deux, formant ainsi deux embryons qui ont le même patrimoine génétique.
Si l'ovule se divise moins de trois jours après la fécondation, cela aboutira à une grossesse gémellaire bichoriale (deux placentas) biamniotique (deux cavités amniotiques), comme pour les jumeaux dizygotes. Un tiers des grossesses gémellaires monozygotes sont des grossesses bichoriales biamniotiques. Malgré leur croissance séparée, c'est dans ce cas de figure que les jumeaux se ressemblent le plus à la naissance (poids et taille).
Si cette division intervient entre le troisième et le sixième jour, il y aura un seul placenta (monochorial) mais deux cavités amniotiques (biamniotique). Dans ce cas, il peut y avoir une différence d'alimentation entre les deux jumeaux pendant la grossesse et donc des écarts de taille et de poids à la naissance qui vont s'atténuer au cours de la croissance.
Si la scission du zygote ne s'effectue qu'après la formation de la cavité amniotique, la grossesse est monochoriale monoamniotique. Les jumeaux partagent alors la même cavité amniotique.
Les jumeaux monozygotes sont souvent très ressemblants physiquement. En prenant de l'âge, les jumeaux monozygotes se différencient à la suite des choix personnels comme la nourriture, les activités physiques et intellectuelles… ainsi que des expériences de vie. La scolarité constitue également un pas important dans ce domaine de différenciation.
Dans la recherche scientifique, l'étude comparée de deux individus jumeaux monozygotes permet de mettre en évidence des mécanismes épigénétiques qui jouent un rôle important dans la régulation de l'expression des gènes au cours de l'ontogenèse. Ainsi, bien qu'il s'agisse de clones au sens biologique du terme, ils ont des empreintes digitales et des constantes biologiques différentes, dès les premières semaines de gestation. D'autre part, les études portant sur les cas de jumeaux séparés à la naissance permettent d'estimer le degré d'héritabilité de certains traits phénotypiques.

### Jumeaux siamois
La dénomination jumeaux siamois désigne les jumeaux fusionnés symétriques, réunis par une partie de leur corps. Ce type de jumeaux est très rare. Les grossesses de siamois sont monochoriales et monoamniotiques (placenta et poche des eaux uniques). Le processus du développement embryonnaire des jumeaux siamois est très complexe. Plusieurs théories sont proposées : processus de séparation incomplet survenant très tôt, ou processus de fusion secondaire de jumeaux déjà formés.

### Jumeaux sesquizygotes ou jumeaux «semi identiques»
Il est supposé que cette situation extrêmement rare survient lorsqu'un ovule est fécondé simultanément par deux spermatozoïdes,. Dans la plupart des cas, la fécondation échoue, mais dans ce cas le génome maternel se duplique et un fuseau mitotique tripolaire se forme. Le génome maternel dupliqué ainsi que les génomes des deux spermatozoïdes sont ainsi équitablement répartis et trois nouvelles cellules se forment, contenant respectivement le génome maternel et celui du premier spermatozoïde, le génome maternel et celui du deuxième spermatozoïde, et les génomes des deux spermatozoïdes,.
Cela mène à la formation d’une lignée cellulaire contenant uniquement le matériel génétique paternel, mais des études sur les souris ont montré que de telles lignées ne survivent pas,.
Les deux lignées cellulaires restantes continuent à se développer et se séparent pour former deux embryons jumeaux. Ces embryons sont composés de deux populations de cellules distinctes, contenant le même ADN maternel mais un ADN paternel différent,.
Les jumeaux qui naissent à la suite d’une telle fécondation sont sesquizygotes et chimériques,.
Un des premiers cas a été détecté à Paris en 1976 à l'hôpital Saint Antoine.
Le deuxième cas mondial recensé est celui de deux enfants nés en 2014, c'est aussi le premier cas détecté in utero,. Ces deux enfants partagent 100 % de leur matériel génétique maternel, mais seulement 77,7% de leur matériel génétique paternel,.

### Jumeaux chimériques
Ce type de gémellarité se rencontre fréquemment chez certains singes comme les Callitrichidae. Dans l'utérus, les placentas des jumeaux grandissent rapidement et fusionnent, si bien qu'il se crée un réseau de vaisseaux sanguins à travers lesquels les cellules peuvent voyager d'un jumeau à l'autre. Le niveau de chimérisme est différent dans une espèce d'un animal à l'autre. Un individu peut être chimérique pour ses poils et son foie et pour rien d'autre, par exemple. L'étude menée en 2007 par Corinna Ross et ses collègues sur une colonie captive d'ouistiti du Bahia a montré que plus de la moitié des ouistitis mâles avaient un sperme chimérique, autrement dit leur sperme provenait d'un mâle M mais l'ADN de ce sperme était celui du frère dudit mâle M.[réf. nécessaire] Le père génétique du bébé est donc son oncle… Il se pourrait aussi que certains ovules soient chimériques et donc que des mères donnent naissance à des nièces et neveux[réf. nécessaire].

## Surveillance de la grossesse gémellaire

Aspect de la membrane amniotique en échographie en cas de grossesse monochoriale et bichoriale.

Il y a une limite physiologique, volume et poids par exemple, à ce qu'une mère peut porter. Pour cette raison, il est notablement plus rare que celle-ci puisse mener à terme une grossesse multiple. Pour des raisons de santé chez la mère, une grossesse de jumeaux doit être plus suivie qu'une grossesse « classique ». En revanche, l'accouchement très prématuré a des conséquences importantes sur la santé des enfants. Mais les obstétriciens surveillent également une grossesse gémellaire proche du terme et peuvent parfois privilégier une naissance avec 2 semaines d'avance.
Outre la surveillance classique comme toutes les grossesses, l'échographie est la pierre angulaire de toute surveillance sérieuse d'une grossesse gémellaire :
- Elle permet un diagnostic précoce de la grossesse gémellaire.
- De caractériser son type (mono ou bichoriale) qui est l'élément le plus important dans le pronostic et la surveillance de la grossesse gémellaire. L'insertion des membranes amniotiques au niveau du placenta permet de distinguer les grossesses mono ou bichoriales. Les grossesses bichoriales l'insertion des deux membranes amniotique s'écartent et donnent le signe du lambda. Dans les grossesses monochoriales, l'insertion se fait à angle droit. Malheureusement ce signe disparait avant trois mois.
- En cas de grossesse bichoriale , la surveillance échographiques est mensuelle.
- En cas de grossesse monochoriale, la surveillance échographiques est tous les deux semaines, seule façon de diagnostiquer de façon précoce un syndrome transfuseur-transfusé qui survient dans 15% des cas. Le signe le plus constant dans le cas de syndrome transfuseur-transfusé est les différences de taille des vessies fœtales.
- en cas de doute sur la nature bi ou monochoriale, une grossesse gémellaire doit être considérée comme monochoriale jusqu'à preuve du contraire et surveillée comme telle.

## Complications de la grossesse gémellaire

### Complications à l'accouchement
Selon la position (siège ou par la tête) de chacun des jumeaux, une césarienne peut être décidée, mais elle n'est pas systématique. Dans le cas de jumeaux, l'accouchement par voie basse est le plus souvent possible, sans majoration du risque. Généralement, lorsque le premier jumeau est positionné correctement (la tête se présentant devant le col de l'utérus), un accouchement par voie basse peut être programmé.
Pour les grossesses de triplés ou plus, la césarienne est souvent programmée. Ceci pour des raisons pratiques plus que pour un risque plus élevé à l'accouchement : en effet, une naissance multiple nécessite une équipe médicale plus importante (pédiatres, etc.) pour s'occuper de tous les bébés ; il peut être alors souhaitable de programmer une date afin d'être certain de la disponibilité de toute l'équipe.
En France, environ la moitié des accouchements de multiples (jumeaux ou plus) se font par césarienne.
D'autre part, le risque d'hémorragie pour la mère est plus élevé lors d'un accouchement de bébés multiples, et doit être surveillé.

### Complications communes

#### Jumeau fantôme
Certaines échographies montrent la présence de plusieurs fœtus dans les premières semaines de grossesse, mais certains ne parviennent pas à terme pour différentes raisons. À ce moment-là, on parle de jumeau fantôme. En terminologie scientifique, on les nomme « jumeau papyracé »,.

### Complications spécifiques

#### Grossesse monochoriale biamniotique

##### Syndrome transfuseur - transfusé
Le syndrome transfuseur-transfusé, également connu comme syndrome de transfusion fœto-fetale, est une complication à haut taux de morbi-mortalité (60-100 % dans les cas sévères) affectant les grossesses gémellaires monochoriales. Les grossesses multiples avec des foetus partageant le même placenta sont rarissimes car cela implique au cours de la même fécondation, la fécondation de deux ovules par deux spermatozoïdes et dont l'un des deux oeufs en résultant se divisent avant 6 jours.

#### Grossesse monochoriale monoamniotique
Ce type de grossesse rare (moins de 1 % des grossesses monozygotes) présente un risque de mortalité périnatale très élevé (12,5 à 28 %) et doit être particulièrement surveillé.

##### Frères siamois
Les frères siamois ou sœurs siamoises sont des jumeaux monozygotes incomplètement séparés, qui ont donc une partie du corps en commun. Cette situation, présente dans 1 cas sur 100 000, survient lorsque le zygote de ces jumeaux ne peut se diviser complètement. Ce sont majoritairement des filles.

##### Jumeau parasite
Parfois, l'un des jumeaux ne parvient pas à se développer correctement pour différentes raisons, et il fusionne avec l'autre. En pathologie, c'est parfois très difficile à distinguer d'un tératome, qui est une tumeur bénigne contenant des cellules germinales et composé donc de tissus complexes (poils, cheveux, dents, etc.). C'est également une situation rare. Dans le cas du « jumeau parasite », erronément appelé aussi « jumeau cannibale », celui-ci n'absorbe pourtant pas son jumeau, mais se développe en gardant des parties d'organe ou de membre dans son propre corps.
Ce cas est appelé isciopagus. L'un des cas les plus célèbres est celui de Lakshmi Tatma, petite fille indienne qui possédait quatre bras et quatre jambes et qui a pu être opérée.

## Statistiques sur les jumeaux
Historiquement, environ 1 grossesse humaine sur 80 (1,25 %) donne naissance à des jumeaux. En moyenne, un tiers des jumeaux sont monozygotes. Le pourcentage de jumeaux dizygotes varie selon les groupes ethniques : le moins fréquent en Asie, le plus fréquent en Afrique. C'est dans l'ethnie des Yorubas que la fréquence est la plus élevée. Un record remarquable a été enregistré au Brésil dans la ville de Cândido Godói (fondée par des colons allemands) avec plus de 100 naissances de paires de jumeaux depuis 1963.
Les naissances de triplés sont plus rares (0,03 %).
L'utilisation à grande échelle des médicaments de fertilité qui causent une hyperovulation (plusieurs ovules émis simultanément par la mère) est la cause principale de ce que certains ont appelé une « épidémie de naissances multiples ». Aux États-Unis, en 2004 et 2005, le taux de naissance des jumeaux au sens strict (2 naissances) a atteint 3,22 % du nombre total de naissances vivantes, un record historique (1,78 % en 1971). En 2006, le taux avait légèrement baissé pour l'ensemble des mères (3,21 %), mais atteignait 3,68 % pour les femmes noires. Le taux pour les triplés, quadruplés, etc. a atteint un maximum en 1998 (193,5 pour 100 000 naissances vivantes, contre 37,0 en 1980) et diminue depuis (153,3 en 2006). Le taux pour l'ensemble des naissances vivantes a ainsi atteint 3,39 % en 2004, diminuant à 3,37 % en 2006.
On retrouve un phénomène similaire dans les autres pays développés. En France, le pourcentage d'accouchements doubles dans le total des accouchements a atteint 1,63 % en France métropolitaine en 2005 (0,89 % en 1972), diminuant jusqu'à 1,61 % en 2006 et 2007. Pour les triplés et au-delà, le pourcentage a atteint un pic de 45.7 pour 100 000 accouchements en 1989 (9,9 en 1972), diminuant les années suivantes (26,1 en 2007).

### Naissances multiples

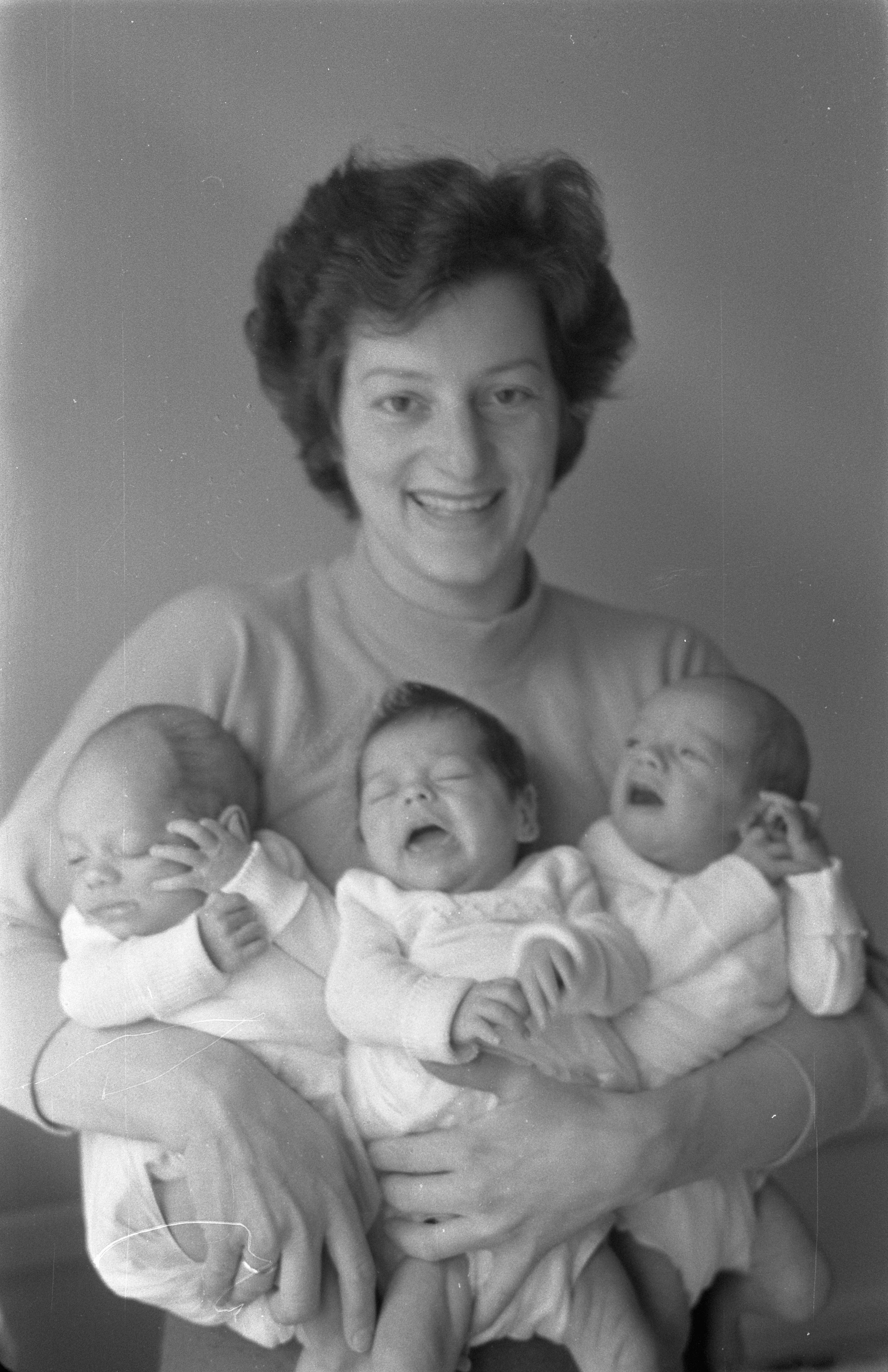
Des triplés avec leur mère à Amsterdam en 1960.

Les naissances multiples sont désignées selon les multiples latins.
- trois bébés : des triplés ou triplets ; chacun des enfants est appelé un triplé, mais triplets, terme d'origine anglophone, désigne aussi l'ensemble des trois enfants. Ex: Les triplettes de Belleville.
- quatre : des quadruplés.
- cinq : quintuplés ; les sœurs Dionne, des quintuplées nées en 1934, sont les premières à vivre plus de trois ans ; de plus elles sont les jumeaux homozygotes les plus nombreux (5) ayant vécu plus de trois ans répertoriés.
- six : sextuplés ; des sextuplés nés en 1974 [Qui ?] sont les premiers à vivre plus de trois ans ; les sextuplées Walton (en), née en 1983, sont les premières à avoir toutes les six survécu[27].
- sept : septuplés ; les septuplés McCaughey (en), nés en 1997 sont les premiers à vivre plus de trois ans.
- huit : octuplés ; seules huit naissances d'octuplés sont répertoriées. En 1979 deux octuplés sont nés vivants à Naples. En 1996, six octuplés sont nés vivants à Huelva, sans que l'on sache s'ils ont vécu ensuite. En 2009 huit octuplés sont les premiers à naitre tous vivants. De plus, en 2012, ils sont présumés être les premiers octuplés à vivre plus de trois ans (sans nouvelles des précédents cités).
- neuf : nonuplés ; le premier accouchement de nonuplés vivants a eu lieu le 4 mai 2021 à la clinique privée Aïn Borja de Casablanca au Maroc, la mère étant malienne[28].
- dix : décuplés ; le 8 juin 2021, une sud-africaine âgée de 37 ans du nom de Gosiame Thamara Sithole aurait donné naissance à des décuplés par césarienne à Pretoria[29]. Cette information est cependant démentie par la suite, les autorités locales de la province de Gabeng affirmant qu'aucun hôpital de Pretoria n'aurait enregistré de tels cas, et que la femme en question n'a même pas eu de grossesse.

Avant l'avènement des médicaments de fertilité, la naissance de triplés était rare, environ 1 pour 8 000 naissances[réf. nécessaire]) et davantage celle de quadruplés (voir la loi de Hellin). Néanmoins, il s'agissait de naissances naturelles depuis les âges préhistoriques.
La naissance des sœurs Dionne, quintuplées homozygotes, en 1934, est nécessairement sans assistance artificielle car les procréations assistées ne donnent en pratique que des hétérozygotes (probabilité d'homozygote tendant vers zéro). Aucune naissance de sextuplés ou davantage sans assistance ou traitement de fertilité n'est répertoriée.
En dehors de la question de l'eugénisme lors du choix de l'embryon à implanter, les procréations médicalement assistées donnant lieu à des naissances multiples ne posent généralement aucun problème religieux.
La prématurité et le poids insuffisant à la naissance sont des complications très fréquentes. Même si la naissance n'est pas prématurée, l'accouchement est généralement provoqué (par ocytocine) ou déclenché (ocytocine et césarienne programmée) avant terme, de peur que d'un affaiblissement général de l'état de santé des fœtus et de la mère.
La durée moyenne de la grossesse est de 35 semaines pour les jumeaux, de 32 semaines pour les triplés et de 30 semaines pour les quadruplés[réf. nécessaire].

### Facteurs déterminants
Les causes de la gémellité monozygote sont encore mal connues aujourd'hui.
La probabilité de grossesse avec jumeaux dizygotes est favorisée par le recours à des techniques de reproduction assistée qui favorisent l'ovulation multiple, par l'âge élevé de la femme (dans certaines populations, la probabilité est la plus élevée entre 30 et 40 ans) et par des prédispositions individuelles ou familiales autres que raciale ou ethnique (signalée par une (ou des) grossesse(s) multiple(s) antérieure(s) chez la femme ou ses parents).
De nombreux autres facteurs ont été déterminés ou proposés : parité ou rang de naissance (indépendamment de l'âge), alimentation (produits laitiers), taille et corpulence plus grandes que la moyenne, saison, situations particulières (Première Guerre Mondiale en France), etc.
Les femmes qui prennent des médicaments de fertilité ont le plus de chances d'avoir des grossesses multiples (20 % contre 1 % dans la population générale). Parmi les grossesses gémellaires consécutives à une aide à la procréation, celles induites par un traitement hormonal représentent moins de 1 % des grossesses multiples, les autres étant provoqué par une [FIV].[réf. nécessaire]

### Études de jumeaux
Les études de jumeaux par les gémellologues s'intéressent à l'aspect médical, génétique ou psychologique. Elles sont faites dans le but de discriminer l'influence des gènes de celle de l'environnement.
En France, il existe un grand rassemblement annuel de jumeaux à Pleucadeuc.

### Associations
- Fédération Jumeaux et plus[31] : association française, reconnue d'utilité publique, qui vient en aide aux familles de multiples (jumeaux, triplés et plus) et qui défend leurs intérêts auprès des institutions. Elle fédère un ensemble d'associations départementales et représente au total 14 000 familles.
- Naissances Multiples[32] : association belge d'aide aux parents de multiples.
- The Twinsclub[33] : association anglaise qui regroupe, depuis plus de 10 ans, des clubs d'aide pour les familles de multiples.
- The International Twins Association[34] : association américaine de jumeaux.

### Records
- En Espagne, le 30 décembre 2006, naissance de deux enfants jumeaux d'une mère âgée de 67 ans à Barcelone, battant ainsi le record d'âge de procréation. La maman « a bénéficié d'un traitement hormonal et de fécondation in vitro à l'étranger » selon le porte-parole de l'hôpital où elle a accouché.
- Au Texas, en 1998, Nkem Chukwu, vingt-sept ans, a mis au monde des octuplés (huit enfants), à six mois et demi de grossesse, après avoir suivi un traitement contre la stérilité. L'un d'eux est décédé prématurément.
- Au Caire, en 2008, Ghazala Ibrahim Omar, vingt-sept ans, a mis au monde des septuplés (sept enfants) à six mois et demi de grossesse, après avoir suivi un traitement contre la stérilité. La naissance de ces septuplés, six semaines avant terme, avait été saluée comme un « miracle divin » par le médecin accoucheur qui avait souligné que la mère « n'avait pris aucun fortifiant lors de son ovulation ».
- À Bellflower, en Californie, le 26 janvier 2009, Nadya Suleman, trente-trois ans et déjà mère de 6 enfants, a mis au monde des octuplés (huit enfants) six garçons et deux filles[35]. La naissance des octuplés a provoqué une réaction négative des Américains, Nadya Suleman vivant uniquement des aides sociales pour élever ses 14 enfants[36].
- Aux États-Unis[37] une mère a mis au monde un premier enfant le 31 décembre 2011 à 23h59 et son jumeau le 1er janvier 2012 dans les premières minutes de cette première journée de l'an.
- Il y a aussi eu des cas où des jumeaux sont nés à quelques jours d'intervalle. Peut-être que le record mondial pour la durée de l'intervalle de temps entre le premier et le deuxième accouchement était la naissance de jumeaux à 97 jours d'intervalle à Cologne, en Allemagne, dont le premier est né le 17 novembre 2018 et le deuxième le 23 février 2019.

## Jumeaux célèbres
On trouve des jumeaux tous deux renommés dans tous les domaines ; en voici quelques-uns, les plus connus :
- dans l'histoire et la noblesse :
  - Alexandre Hélios (25/12/-40-????) et Cléopâtre Séléné (25/12/-40 – vers 5), jumeaux de Marc Antoine et de Cléopâtre VII ;
  - Élisabeth (14/08/1727-06/12/1759) et Henriette de France (14/08/1727-10/02/1752), jumelles de Louis XV de France et de Marie Leszczyńska ;
  - Mohammad Reza Pahlavi (26/10/1919-27/07/1980), chah d'Iran, et Ashraf Pahlavi (26/10/1919-07/01/2016), jumeaux de Reza Chah et de Tadj ol-Molouk ;
  - Michel et Jacques d'Orléans (25/06/1941), jumeaux d'Henri d'Orléans et d'Isabelle d'Orléans-Bragance ;
  - Nicolas et Aymeric de Belgique (13/12/2005), jumeaux de Laurent de Belgique et Claire Coombs ;
  - Vincent et Josephine de Danemark (08/01/2011), jumeaux de Frederik de Danemark et de Mary Donaldson ;
  - Gabriella et Jacques de Monaco (10/12/2014), jumeaux d'Albert II de Monaco et de Charlène Wittstock ;
- dans la politique :
  - Jacques et Bernard Attali (01/11/1943), hauts fonctionnaires français ;
  - Jean-Louis (30/09/1944) et Bernard Debré (30/09/1944-13/09/2020), hommes politiques français ;
  - Jarosław (18/06/1949) et Lech Kaczyński (18/06/1949-10/04/2010), hommes d'État polonais (respectivement président du Conseil des ministres et président de la République de Pologne) ;
- dans la musique :
  - Robin (22/12/1949-20/05/2012) et Maurice Gibb (22/12/1949-12/01/2003), membres du groupe australo-britannique les Bee Gees ;
  - Nicolas (22/06/1959) et Stéphane Sirkis (22/06/1959-27/02/1999), membres du groupe français Indochine ;
  - Bill et Tom Kaulitz (01/09/1989), membres du groupe de pop rock allemand Tokio Hotel (respectivement chanteur et guitariste) ;
- au cinéma, à la télévision :
  - Igor (29/08/1949-03/01/2022) et Grichka Bogdanoff (29/08/1949-28/12/2021), producteurs et animateurs de télévision français ;
  - Dominique et Daniel Besnehard (05/02/1954), respectivement producteur et acteur, et dramaturge et écrivain français ;
  - Jason et Jeremy London (07/11/1972), acteurs américains ;
  - Shawn et Aaron Ashmore (07/10/1979), acteurs canadiens ;
  - James et Oliver Phelps (25/02/1986), acteurs britanniques ;
  - Mary-Kate et Ashley Olsen (13/06/1986), actrices, créatrices de modes, productrices et femmes d'affaires américaines ;
  - Max et Charlie Carver (01/08/1988), acteurs américains ;
  - Cole et Dylan Sprouse (04/08/1992), acteurs américains ;
- dans les sciences :
  - Auguste (28/01/1884-24/03/1962) et Jean Piccard (28/01/1884-28/01/1963), physiciens, aéronautes et océanautes suisses ;
- dans les religions et les mythologies :
  - Jacob et Ésaü, jumeaux d'Isaac et de Rébecca (Bible) ;
  - Hypnos et Thanatos, jumeaux de Nyx (mythologie grecque) ;
  - Apollon et Artémis, jumeaux de Zeus et de Léto (mythologie grecque) ;
  - Castor et Pollux, dits les Dioscures, demi-frères jumeaux issus de Léda (Pollux étant le fils de Zeus, et Castor étant le fils de Tyndare) (mythologie grecque) ;
  - Hélène et Clytemnestre, demi-sœurs jumelles issues de Léda (Hélène étant la fille de Zeus, et Clytemnestre étant la fille de Tyndare) (mythologie grecque) ;
  - Héraclès et Iphiclès, demi-frères jumeaux issus d'Alcmène (Héraclès étant le fils de Zeus, et Iphiclès étant le fils d'Amphitryon) (mythologie grecque) ;
  - Romulus et Rémus, jumeaux du dieu Mars et de la vestale Rhéa Silvia, fondateurs mythologiques de Rome (mythologie romaine) ;
- dans la fiction (cinéma, littérature, télévision, etc.) :
  - Brandon et Brenda Walsh, personnages dans la série télévisée Beverly Hills 90210 ;
  - Fred et George Weasley, personnages dans la saga Harry Potter ;
  - Parvati et Padma Patil, personnages dans la saga Harry Potter ;
  - Porter et Preston Scavo, personnages dans Desperate Housewives ;
  - Luke Skywalker et Leia Organa, personnages dans Star Wars ;
  - Elrond et Elros, personnages dans Le Seigneur des anneaux ;
  - Donald et Della Duck, personnages de l'Univers Disney ;
  - Jaime et Cersei Lannister, personnages dans Game of Thrones.

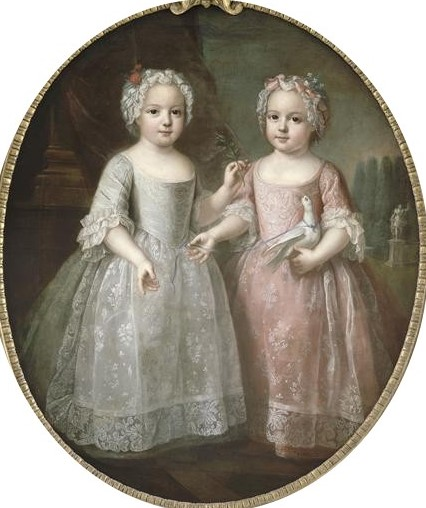
Élisabeth et Henriette de France, enfants
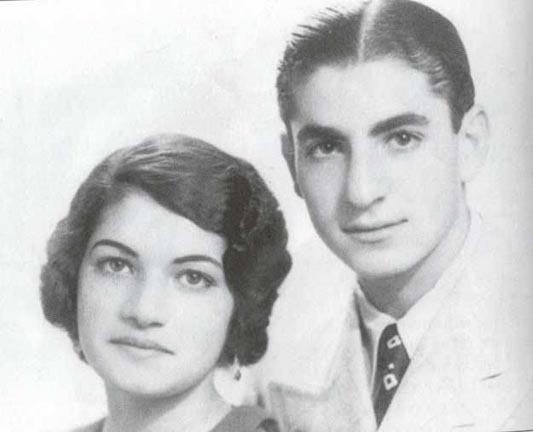
Ashraf Pahlavi et Mohammad Reza Pahlavi, chah d'Iran
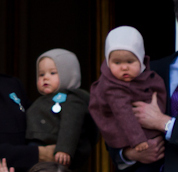
Vincent et Josephine de Danemark
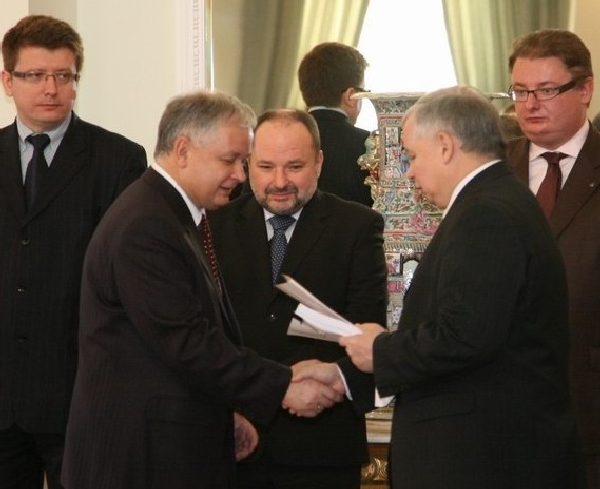
Jarosław et Lech Kaczyński
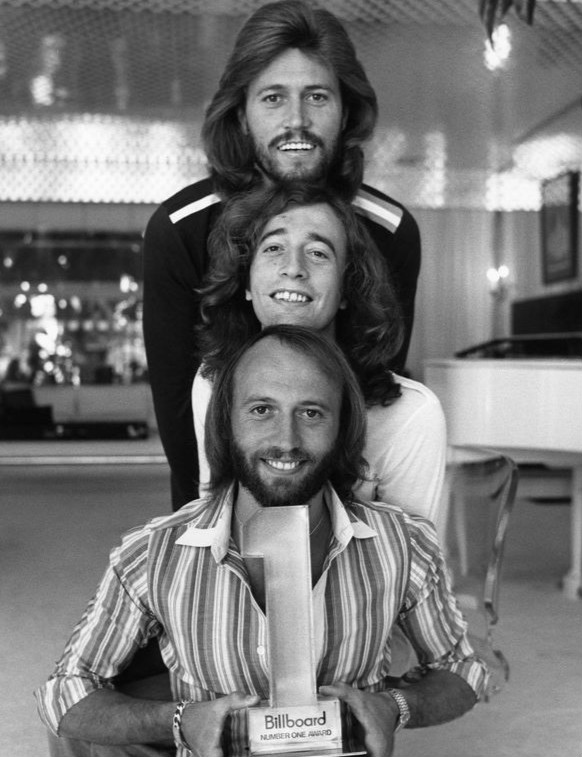
Robin (au milieu) et Maurice Gibb (en bas), avec leur frère Barry Gibb (en haut), du groupe The Bee Gees
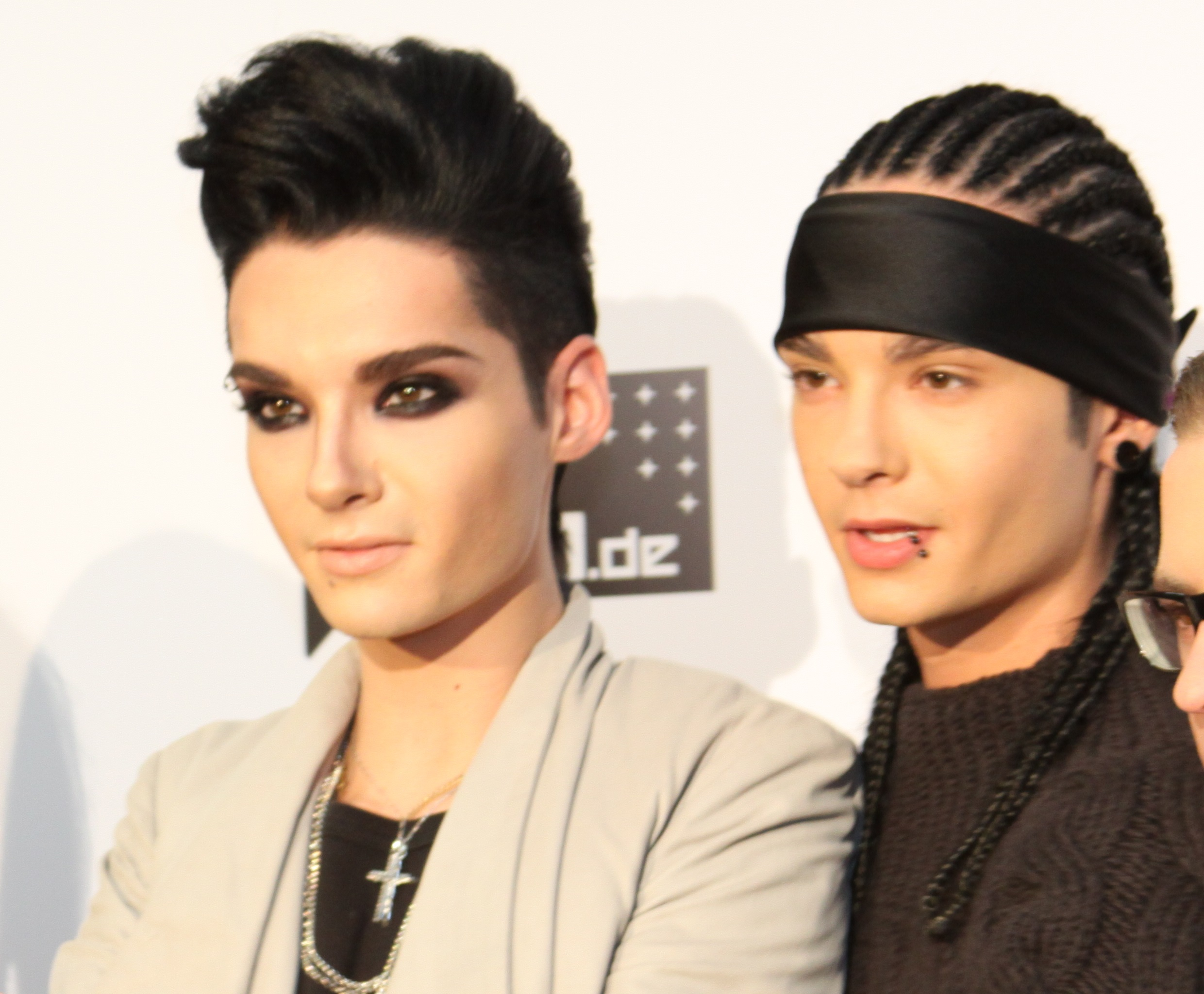
Bill et Tom Kaulitz, du groupe Tokio Hotel
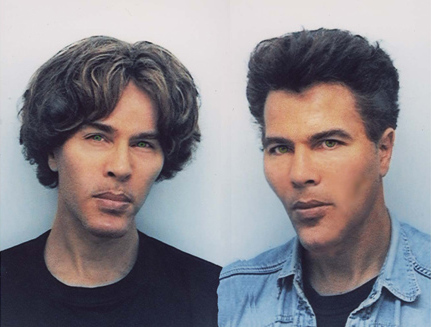
Igor et Grichka Bogdanoff
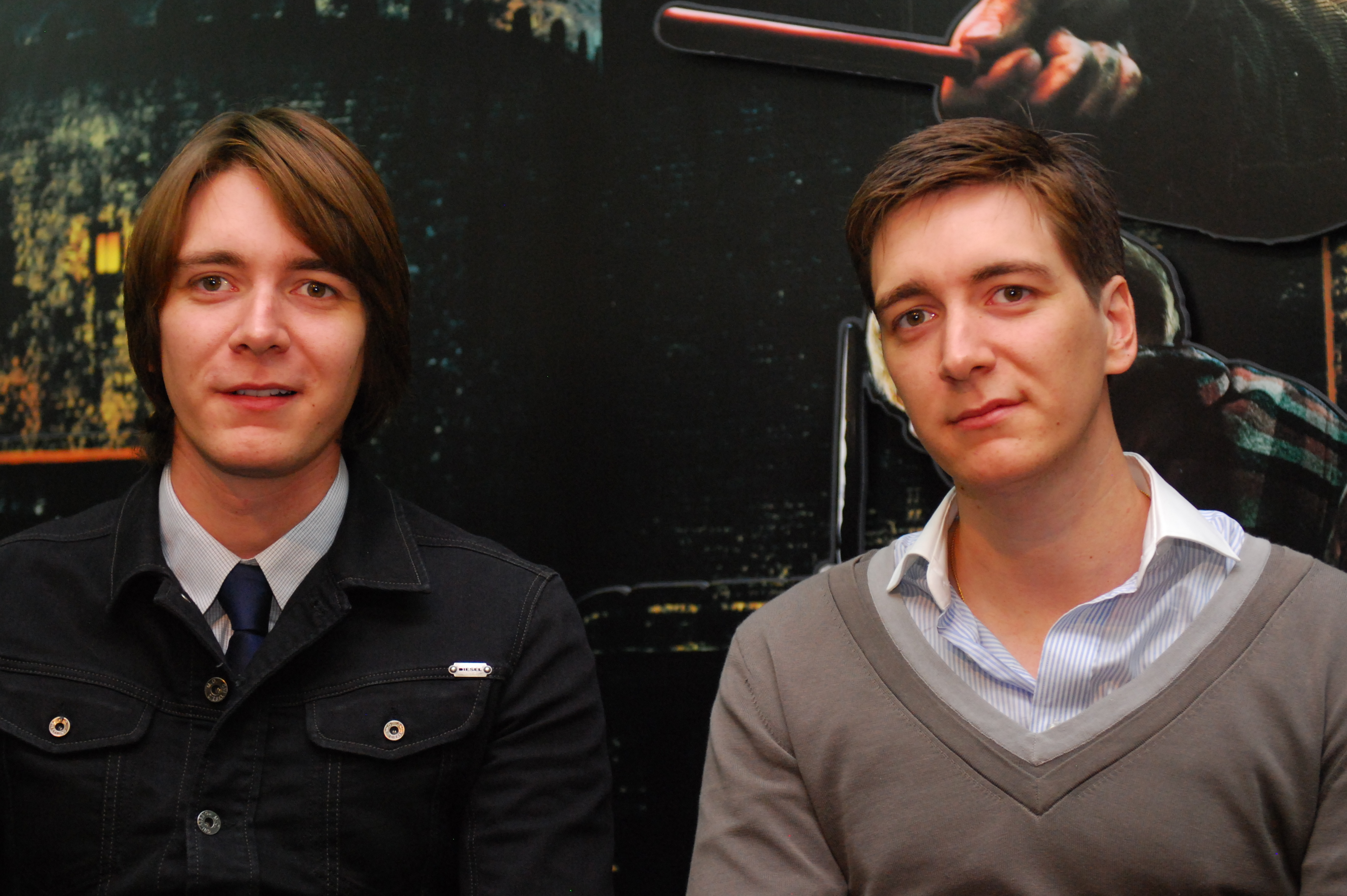
James et Oliver Phelps
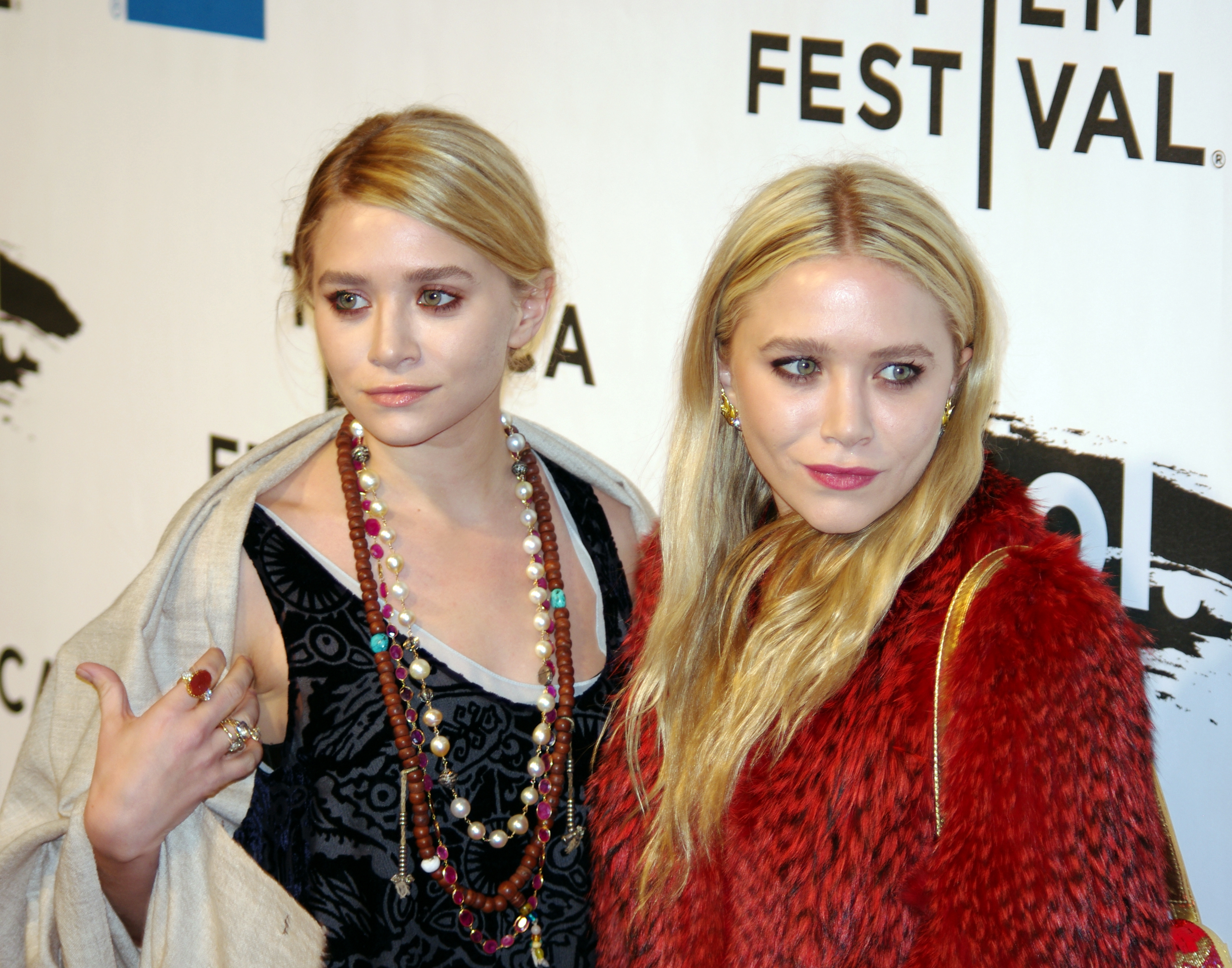
Mary-Kate et Ashley Olsen
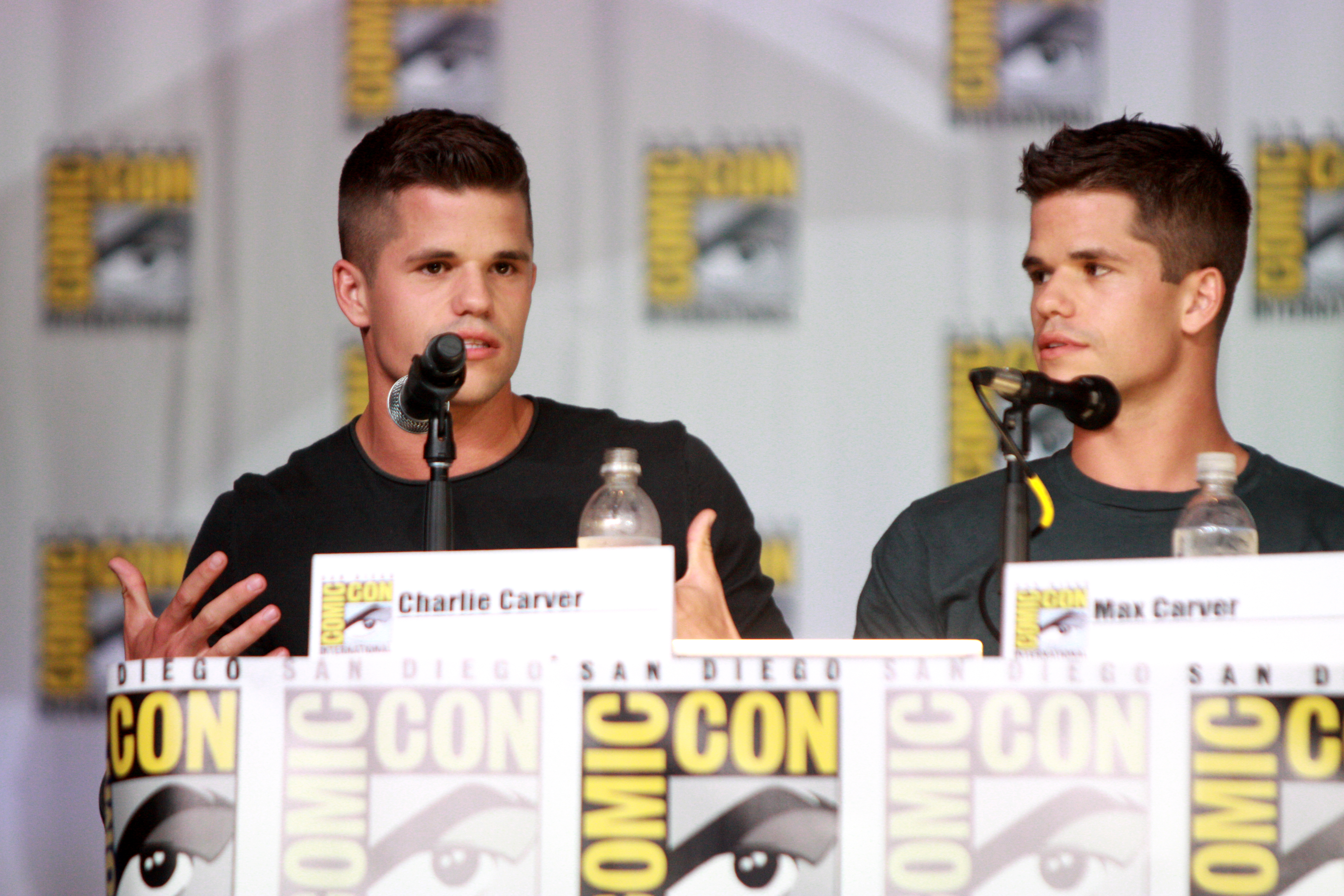
Max et Charlie Carver
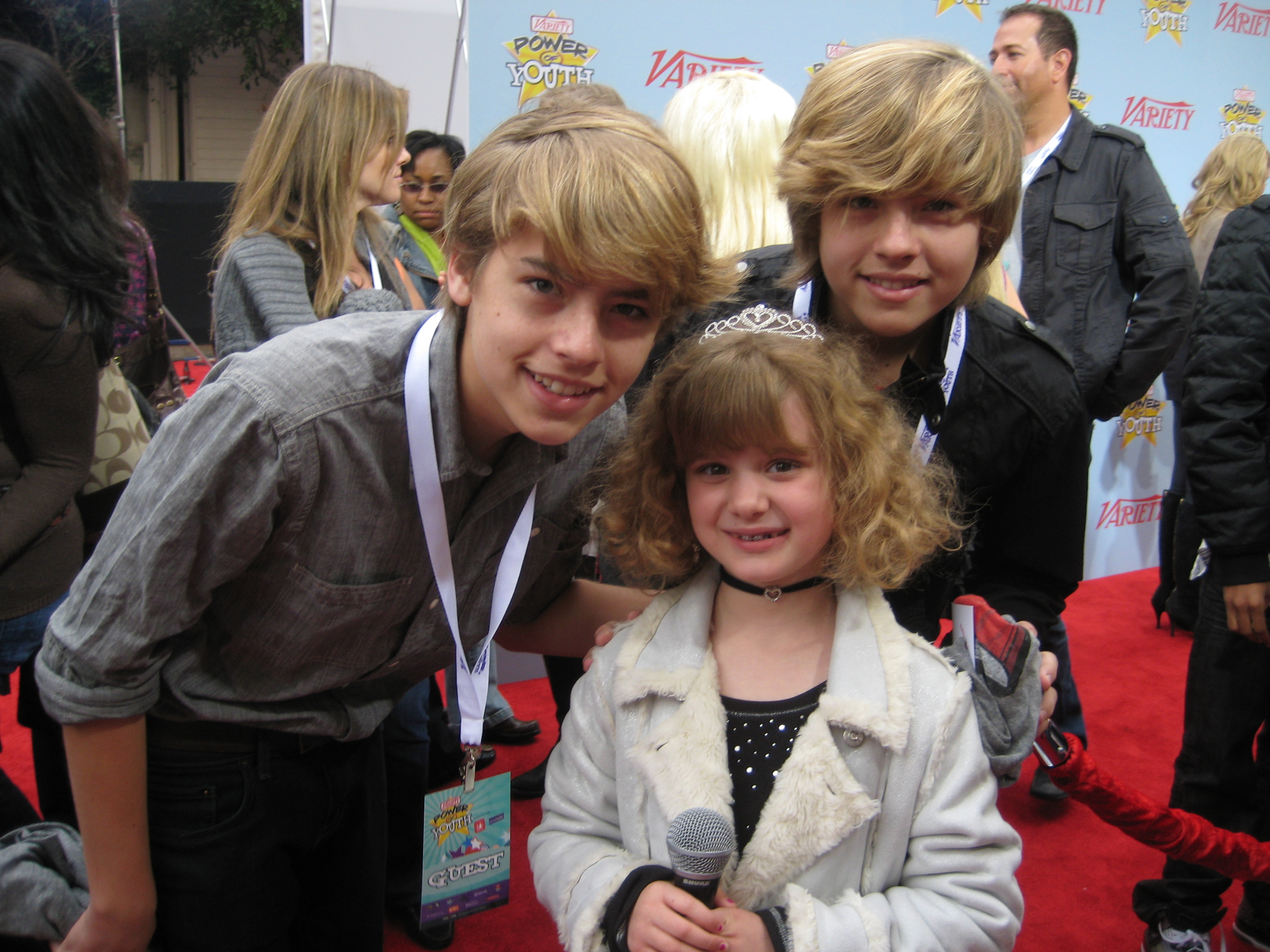
Cole et Dylan Sprouse, avec Piper Reese (en)
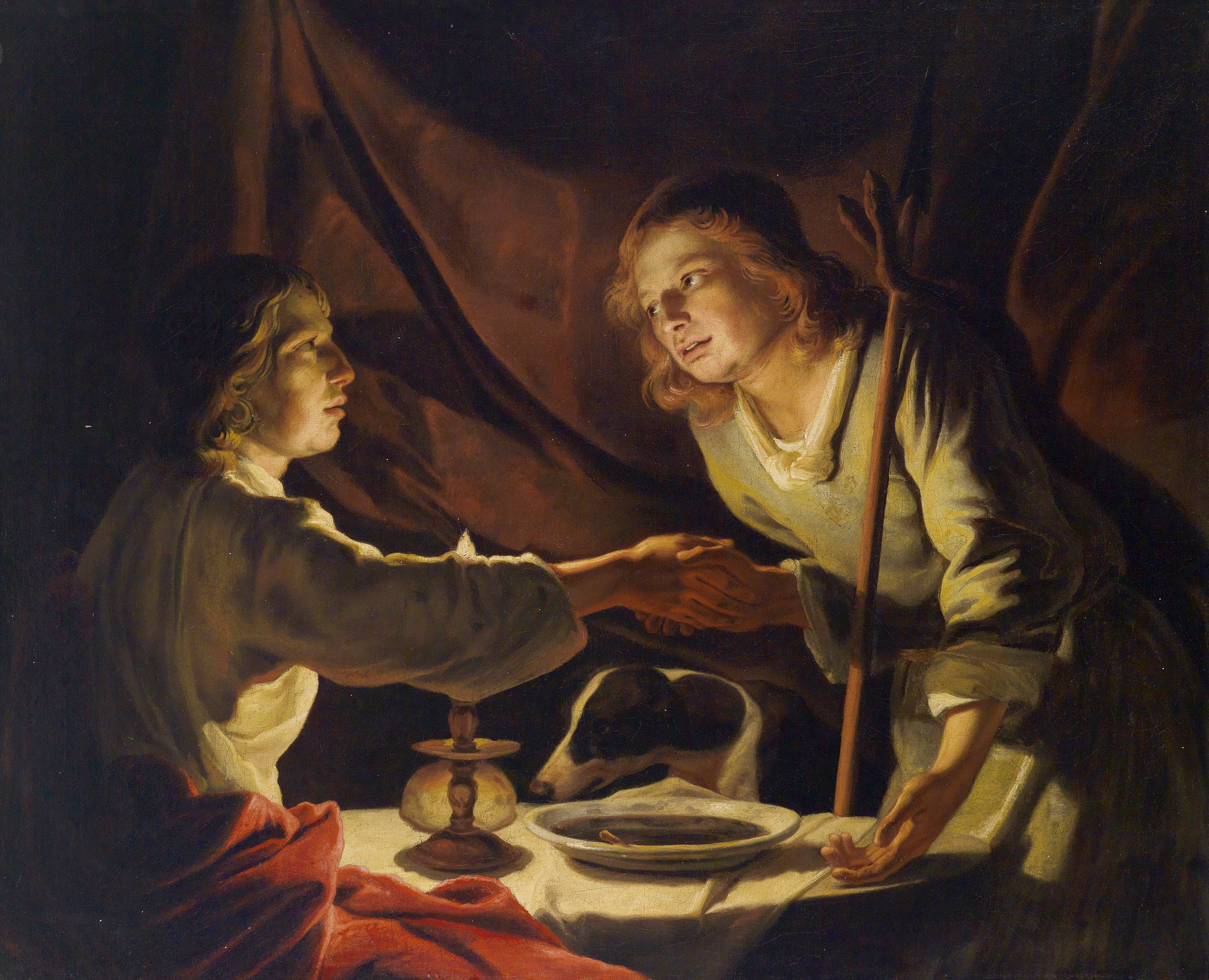
Ésaü vendant son droit d'aînesse à Jacob pour un plat de lentilles
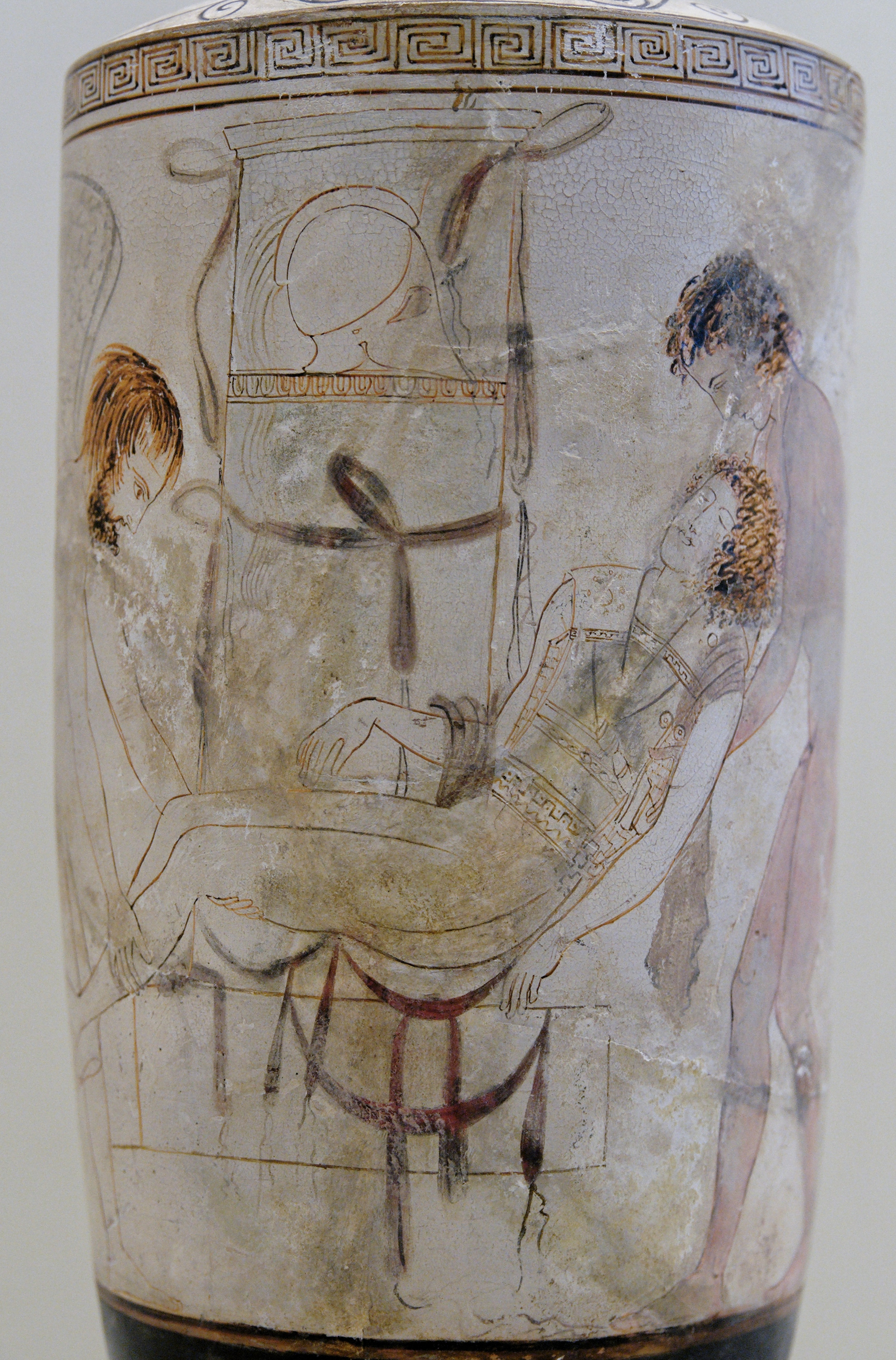
Hypnos et Thanatos, emportant le corps de Sarpédon du champ de bataille à Troie
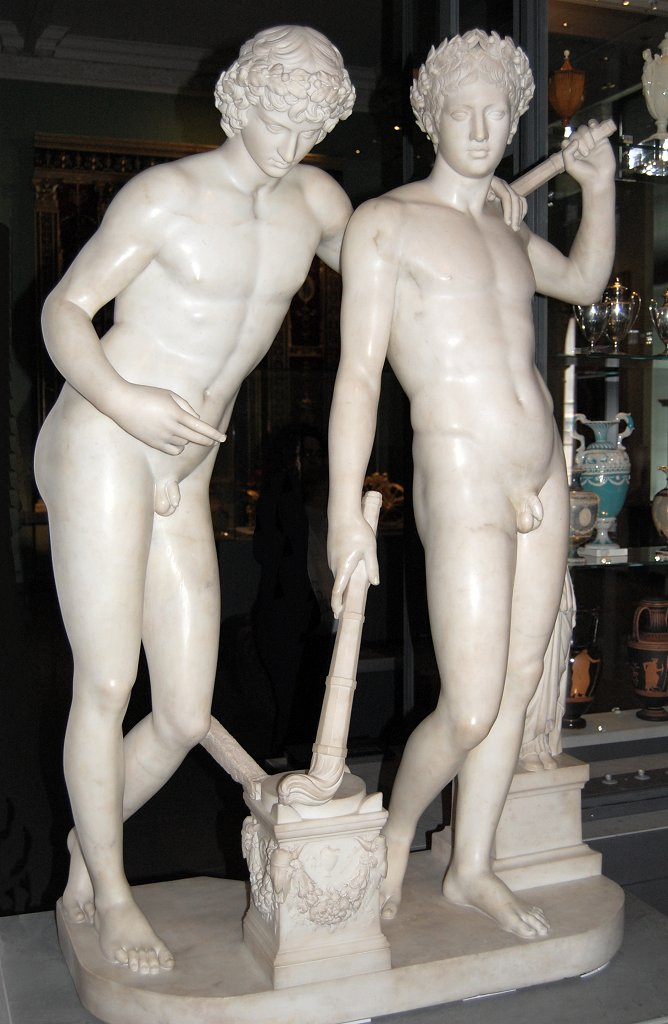
Castor et Pollux
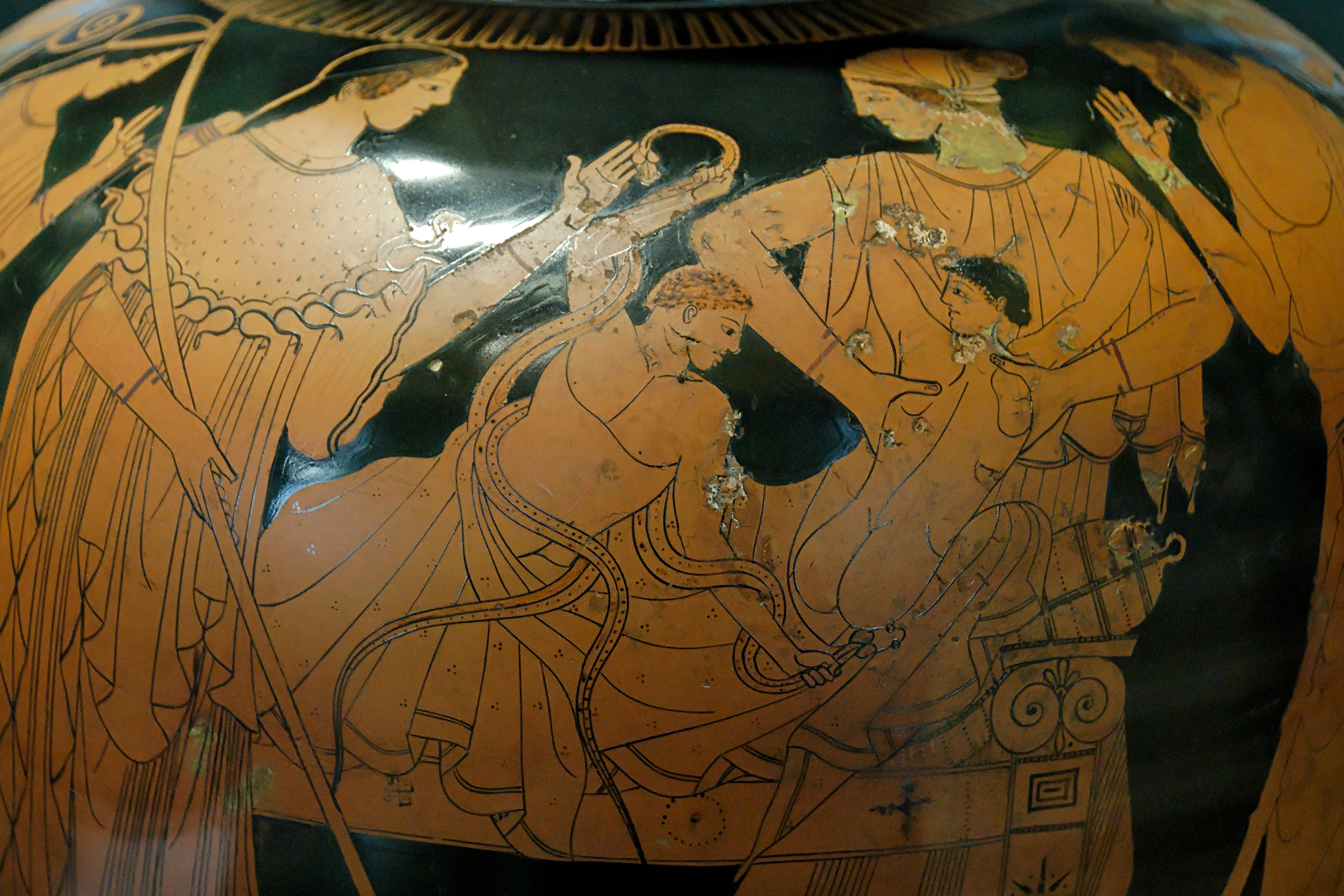
Héraclès enfant sauvant Iphiclès des serpents envoyés par Héra
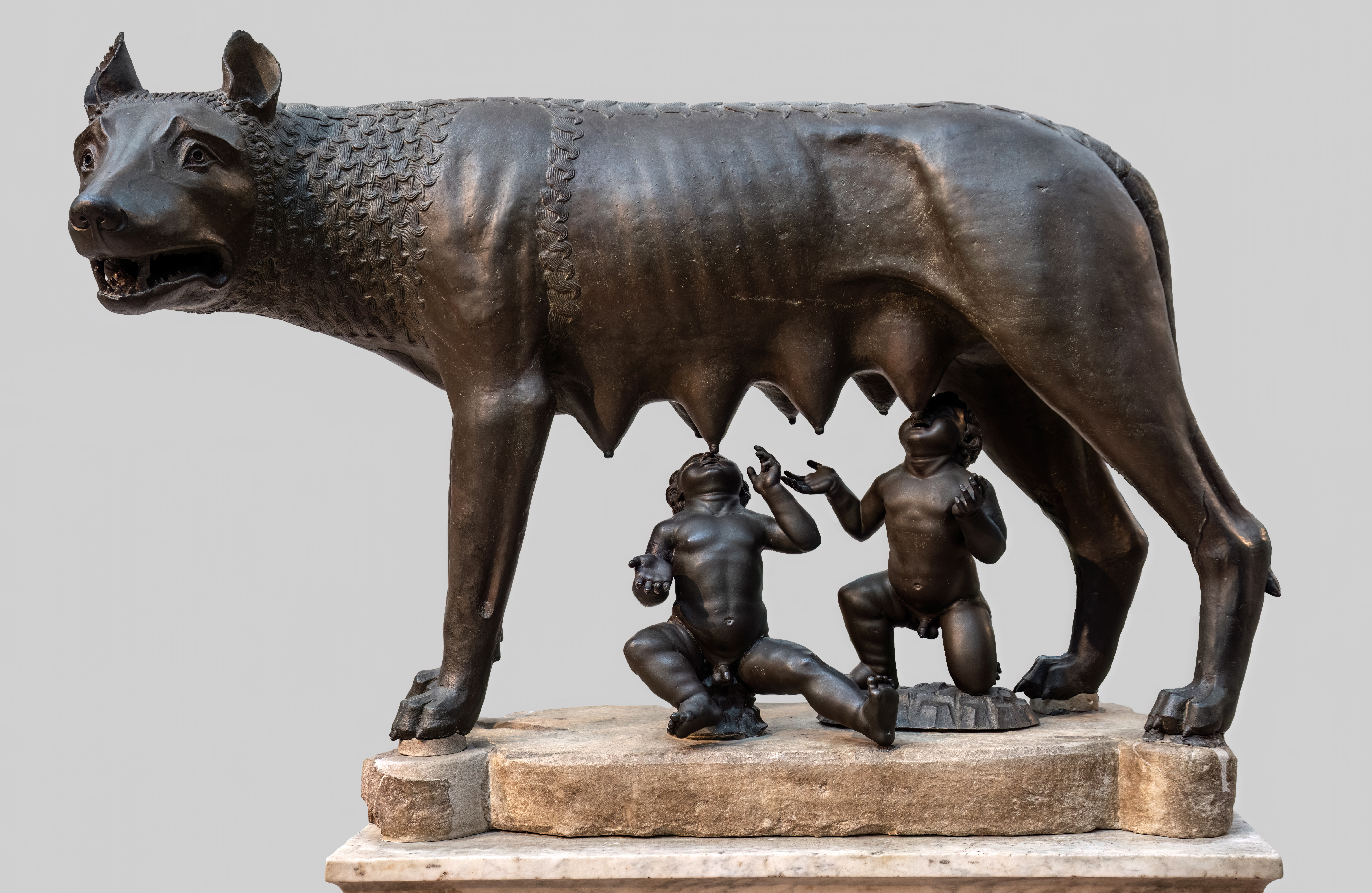
Romulus et Rémus enfants, allaités par une louve

D'autres personnalités ont aussi un jumeau ou une jumelle non connu(e) : on peut citer :
- les acteurs Montgomery Clift, Jim Broadbent, Isabella Rossellini, Linda Hamilton, Alexandra Paul, Kiefer Sutherland, Vin Diesel, Jason Priestley, Justin Chambers, Chad Allen, Ashton Kutcher, Eva Green, Rami Malek, Scarlett Johansson, Jeremy Sumpter ;
- les chanteurs Serge Gainsbourg, Elvis Presley, Renaud, Alanis Morissette, Emmanuel Moire ;
- les sportifs Michel Hidalgo, Thierry Omeyer ;
- l'homme politique Kofi Annan ;
- les mannequins Jerry Hall, Gisele Bündchen.

## Jumeaux chez les animaux
Les naissances multiples sont communes chez les mammifères.
Le record connu (source Guinness World Records) est de 24 petits en une seule portée, codétenu par une lapine New Zeland en 1978 au Canada et par une chienne Neopolitan mastiff en 2004 en Grande-Bretagne.
Deux baleineaux siamois ont été trouvés au Mexique, en 2014.

### Filmographie
- Le Mystère des jumeaux, film documentaire réalisé par Nils Tavernier, production Doc en Stock, 2009, 90'